# ینی‌چری

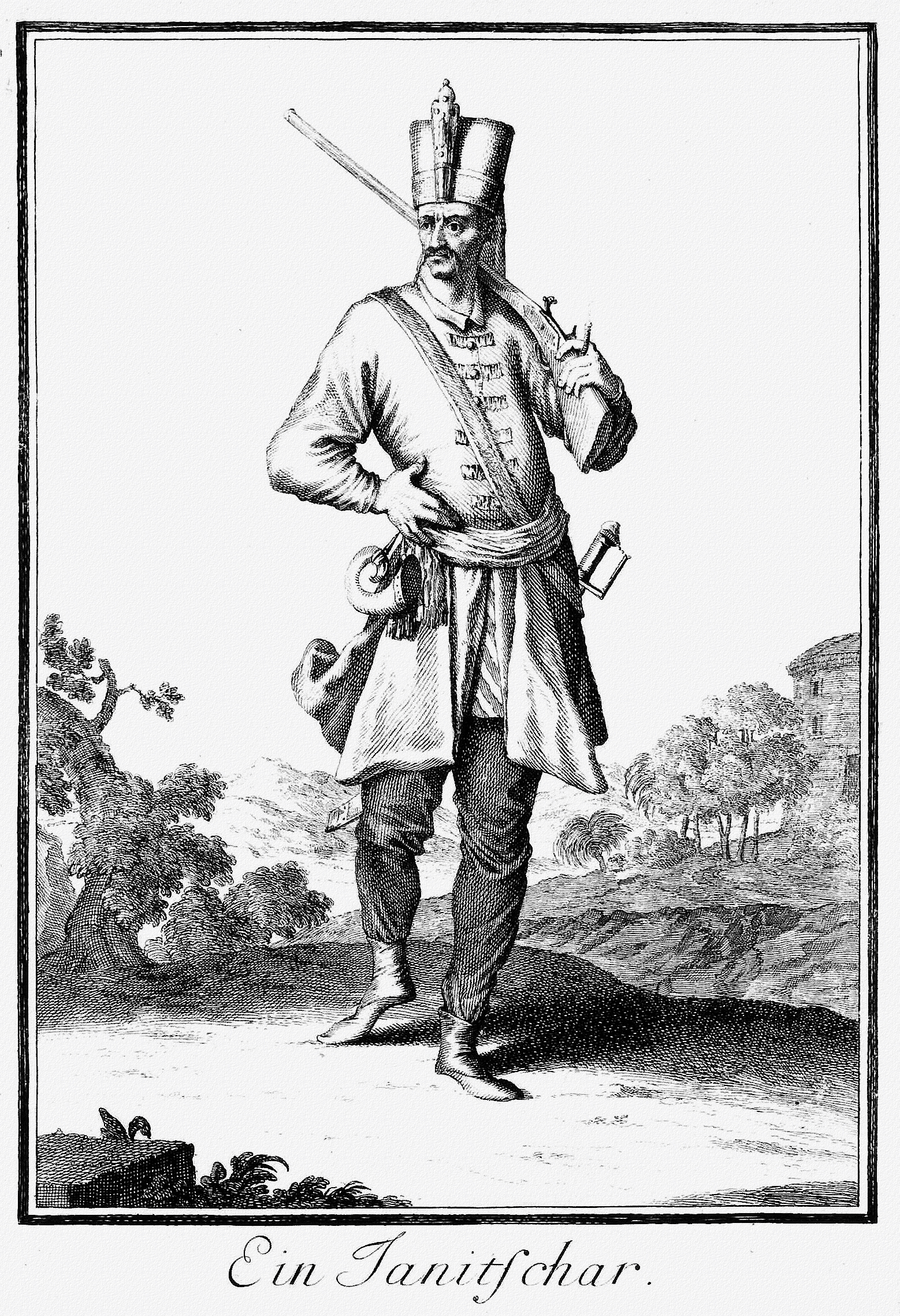
یک سرباز ینی‌چری

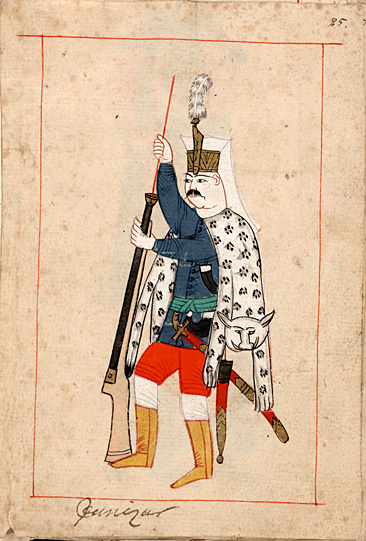
شمایل جان‌نثار پیش از ۱۶۵۷ میلادی

ینی‌چری (ترکی عثمانی: یڭیچری)، (به ترکی استانبولی: yeniçeri) به معنی «چریک جبهه» مشتق شده از دو کلمه ینگی به معنای جلو یا جبهه و چری یا همان چریک واحدهای ویژه (ورزیده) از ارتش امپراتوری عثمانی بودند. این قوا معمولاً با نام جان‌نثاران سلطان شناخته می‌شدند.
این ارتش در زمان مراد یکم که عثمانی‌ها بخشی از اروپا را در اختیار داشتند تحت نظام دوشیرمه تشکیل شد. آنها فرزندان پسر گروگان‌گرفتهٔ مسیحیانی بودند که توسط ترک‌های عثمانی از خانواده‌هایشان جدا شده، به خانواده‌های ترک مسلمان سپرده می‌شدند، بنابراین این افراد مسلمان و ترک تربیت می‌شدند. این افراد بعداً جزو لشکر عثمانی می‌شدند. این روش در سال ۱۸۲۶ توسط سلطان محمود دوم لغو گردید و بیشترشان در سدهٔ نوزده میلادی در پی شورش ایشان بهٔ دست سلطان محمود دوم به قتل رسیدند.

## ریشه و تاریخچه
تاریخ تشکیل ینی چریها به زمان سلطنت مراد اول (حکومت ۱۳۶۲–۱۳۸۹)، سومین فرمانروای امپراتوری عثمانی، مربوط می‌شود. عثمانی‌ها مالیاتی به اندازه یک پنجم بر همگی بردگانی که در جنگ گرفته می‌شدند وضع کردند و از این مجموعه نیروی انسانی، سلاطین در آغاز سپاه یانیچری را به عنوان ارتش شخصی وفادار به سلطان ساختند.

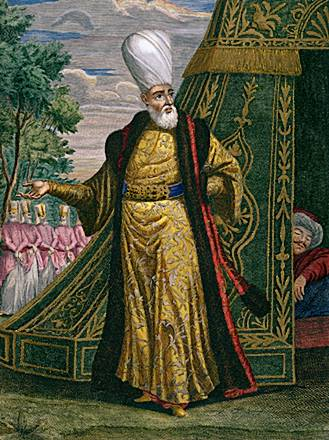
فرمانده سپاه، در سال ۱۷۶۸

از سال‌های ۱۳۸۰ تا ۱۶۴۸ میلادی، ینی چریها از روش سیستم دوشیرمه جمع‌آوری شدند که در سال ۱۶۴۸ لغو شد. این به بردگی گرفتن پسران غیر مسلمان، به ویژه مسیحیان آناتولی و بالکان بود. یهودیان هرگز مشمول دوشیرمه نبودند. با این حال، شواهدی وجود دارد که یهودیان کوششی در ثبت نام در این سیستم داشتند. یهودیان اجازه حضور در ارتش ینی چری را نداشتند، و بنابراین در موارد مشکوک، کل دسته به عنوان کارگران اجاره‌ای به زرادخانه امپراتوری فرستاده می‌شد. اسناد عثمانی از مالیات زمستان ۱۶۰۳–۱۶۰۴ از بوسنی و آلبانی برای جلب توجه برخی از کودکان به عنوان «احتمالاً یهودی» (şekine-i arz-ı yahudi) نوشتند. بر پایه دانشنامه بریتانیکا، «در روزهای اولیه، همه مسیحیان بدون تبعیض ثبت نام می‌کردند. بعدها، کسانی که از آلبانی، بوسنی، یونان و بلغارستان کنونی هستند ترجیح داده می‌شدند.»بکتاشیه در قرن پانزدهم به عنوان دستور رسمی سپاه ینی چری تبدیل شد.
ینی چریها کاپی کوللاری (خوانده می‌شود kapıkulu)، «خادمان در» یا «بردگان دروازه» بودند، نه آزاد و نه برده معمولی (köle). آنها تحت انضباط شدید قرار گرفتند، اما پس از بازنشستگی حقوق و مستمری دریافت کردند و طبقه اجتماعی متمایز خود را تشکیل دادند. به این ترتیب، آنها به یکی از طبقات حاکم امپراتوری عثمانی تبدیل شدند و با اشراف ترکیه رقابت کردند. باهوش‌ترین ینی چریها به مؤسسه کاخ، اندرون فرستاده شدند. از طریق سیستم شایسته سالاری، ینیچریها قدرت عظیمی را در دست داشتند و تمام تلاش‌ها برای اصلاح ارتش را متوقف کردند.
به گفته مورخ نظامی مایکل آنتونوچی و مورخان اقتصادی گلن هابارد و تیم کین، مدیران ترک هر پنج سال یکبار مناطق خود (به ویژه بالکان) را برای یافتن قوی‌ترین پسران رعایای مسیحی سلطان جستجو می‌کردند. این پسران (معمولاً میان ۱۰ تا ۲۰ سال) سپس از والدین خود گرفته می‌شدند، ختنه می‌شدند و به خانواده‌های ترک در استان‌ها فرستاده می‌شدند تا به عنوان مسلمان بزرگ شوند و زبان و آداب و رسوم ترکی را بیاموزند. هنگامی که آموزش نظامی آنها آغاز می‌شد، تحت نظم و انضباط شدیدی قرار می‌گرفتند، از گذاشتن ریش و فراگیری مهارتی غیر از سربازی و ازدواج کردن منع می‌شدند. در نتیجه، ینی چریها نیروهای بسیار منظمی بودند و به اعضای طبقه عسکری، شهروندان درجه یک یا طبقه نظامی تبدیل می‌شدند. بیشینه آنها اصالتاً غیر مسلمان بودند، زیرا به بردگی گرفتن مسلمان جایز نبود. به بیانی دیگر سربازان ینی‌چری تحت نظام دوشیرمه در کودکی از میان پسران خانواده‌های مسیحی انتخاب می‌شدند و از پانزده سالگی، برای آموزش‌های دینی و نظامی به سپاه عجمی اوغلان می‌پیوستند. در آنجا پس از هفت سال کار سخت ورزیده شده، به سپاه ینی‌چری منتقل می‌شدند تا هشت سال دیگر در سپاه ینی‌چری تحت آموزش فنون نظامی قرار بگیرند و مهارت استفاده از سلاح‌های گوناگون را به دست آوردند. این سربازان روی هم رفته پانزده سال آموزش می‌دیدند و در سی‌سالگی به عنوان یک ینی‌چری در ارتش عثمانی به خدمت مشغول می‌شدند.
ینی‌چری‌ها پس از ۴۰ یا ۴۵ سالگی نیز با یک مستمری اندک بازنشسته می‌شدند زیرا سلاطین عثمانی بر این باور بودند که سرباز در این سن توانایی‌هایش رو به افول می‌گذارد. پس برای همین هم زندگی آیندهٔ این سربازان به میزان جنگ‌هایشان و غارت‌ها و غنایم بستگی داشت. ینی‌چری‌ها همواره طرفدار پادشاهان جنگ‌طلب بودند و از پادشاهانی که به جنگ نمی‌رفتند متنفر بودند، حتی به این دلیل چند بار دست به شورش زده‌اند. تنها زنی که تمام سپاه ینی‌چری را در دست داشت و به وسیلهٔ آنان شورش‌های زیادی ایجاد کرد کوشم سلطان بود. سپاه ینی‌چری از سال ۱۶۱۵ تا ۱۶۵۱ تحت امر والده کوشم سلطان همسر سلطان احمدیکم بود.
این سیستم مشابه غلامان دوره صفویان، افشاریه و قاجاریه بود که از چرکس‌ها، گرجی‌ها و ارمنی‌های مسلمان شده گرفته شده بودند و مانند ینی چریهای عثمانی، مجبور بودند جایگزین غازی‌های غیرقابل اعتماد شوند. آنها در آغاز به عنوان موازنه ای در برابر منافع قبیله ای، قومی و مورد علاقه قزلباش‌ها ایجاد شدند که باعث عدم تعادل سیستم می‌شد.
در اواخر قرن شانزدهم، سلطان در برابر فشارهای سپاه تسلیم شد و به کودکان ینی چری اجازه داد تا به عضویت سپاه درآیند، عملی که برای ۳۰۰ سال گذشته کاملاً ممنوع بود. بر اساس نقاشی‌های آن دوران، آنها اجازه داشتند ریش بگذارند. در نتیجه، قواعد سختگیرانه پیشین برای جانشینی، قابل تفسیر شد. در حالی که آنها قدرت خود را به پیش می‌بردند، ینی چریها همچنین به جلوگیری از تغییر سیستم به روش‌های مترقی دیگر کمک کردند و به گفته برخی از محققان، این سپاه در رکود سیاسی استانبول مسئولیت مشترک داشت.
مورخ یونانی دیمیتری کیتسیکیس در کتاب خود Türk Yunan İmparatorluğu ("امپراتوری تورکو-یونانی") بیان می‌کند که بسیاری از خانواده‌های مسیحی بوسنیایی مایل به پیروی از دوشیرمه بودند زیرا امکان پیشرفت اجتماعی را فراهم می‌کرد. سربازان وظیفه می‌توانند روزی به سرهنگ ینی چری تبدیل شوند، دولتمردانی که ممکن است روزی به عنوان فرماندار به منطقه خود بازگردند، یا حتی وزیران بزرگ یا بیگلربیگی.
برخی از مشهورترین ینی چریها عبارتند از جورج کاستریوتی اسکندربیگ، شاهزاده آلبانیایی که گریخت و یک شورش ۲۵ ساله آلبانیایی را علیه عثمانی رهبری کرد. دیگری صوقوللی محمد پاشا، صرب بوسنیایی بود که وزیر بزرگ شد، به سه سلطان خدمت کرد و بیش از ۱۴ سال فرمانروای واقعی امپراتوری عثمانی بود.
ینی چریها نیز از تضعیف اقتدار مرکزی امپراتوری در قرن هجدهم مستثنی نبودند. بازرگانی و فعالیت تجاری جایگزین خدمت منظم نظامی در سده پیشین شد و ینیچرها برای حفاظت از منافع خصوصی خود در امپراتوری عثمانی که به‌طور فزاینده ای غیرمتمرکز و پر هرج و مرج می‌شد، مایل بودند دست به اقدامات خشونت‌آمیز شورش بزنند.

## سرانجام

ارتش امپراتوری عثمانی (ینی چری)

پس از پایان جنگ با امپراتوری روسیه در سال ۱۸۱۲ میلادی، محمود دوم پیش‌نیازهای پیاده‌سازی برنامه‌های بهسازی و اصلاحی خود را رفته‌رفته فراهم کرد. نقطهٔ آغازین اصلاحات او از حوزهٔ نظامی بود. نیروهای ینی‌چری که در ساختار نظامی امپراتوری بسیار قدرتمند شده بود در برابر تغییر و اصلاحات ایستادگی می‌کردند. سلطان محمود دوم تلاش داشت ینی‌چری‌ها را به پذیرش تغییرات در لشکر امپراتوری راضی کند. اما انعطاف‌ناپذیری ینی‌چری‌ها سلطان محمود دوم را بر آن داشت که باید یک بار و برای همیشه این مانع اصلاحات را از میان برداشت. این رویداد که از سوی احمد جودت پاشا به «فتح دوبارهٔ استانبول» تعبیر شده است در تاریخ ۱۵ ژوئن ۱۸۲۶ رخ داد. در این روز به دنبال شورش ینی‌چری‌ها در اعتراض به تغییرات در ارتش، این نیروها به‌طور گسترده سرکوب و کشتار شدند. این رخداد به نام «واقعهٔ خیریه» در تاریخ عثمانی شناخته می‌شود. یک ماه بعد، فرقه درویشان بکتاشی که سده‌ها با ینی‌چری‌ها همکار و هم‌دست بودند، غیرقانونی اعلام و خانقاه‌هایشان ویران شد. این رویداد با اعلامیه ۱۷ ژانویه، مبنی بر تشکیل ارتش جدیدی به نام «سپاه محمدیّهٔ منصوره» تکمیل شد. بسیاری از تاریخ‌نگاران ادعا نموده‌اند که برچینش و انحلال ینی‌چری‌ها بزرگ‌ترین مانع اصلاحات را از پیش رو برداشت.

## نگارخانه

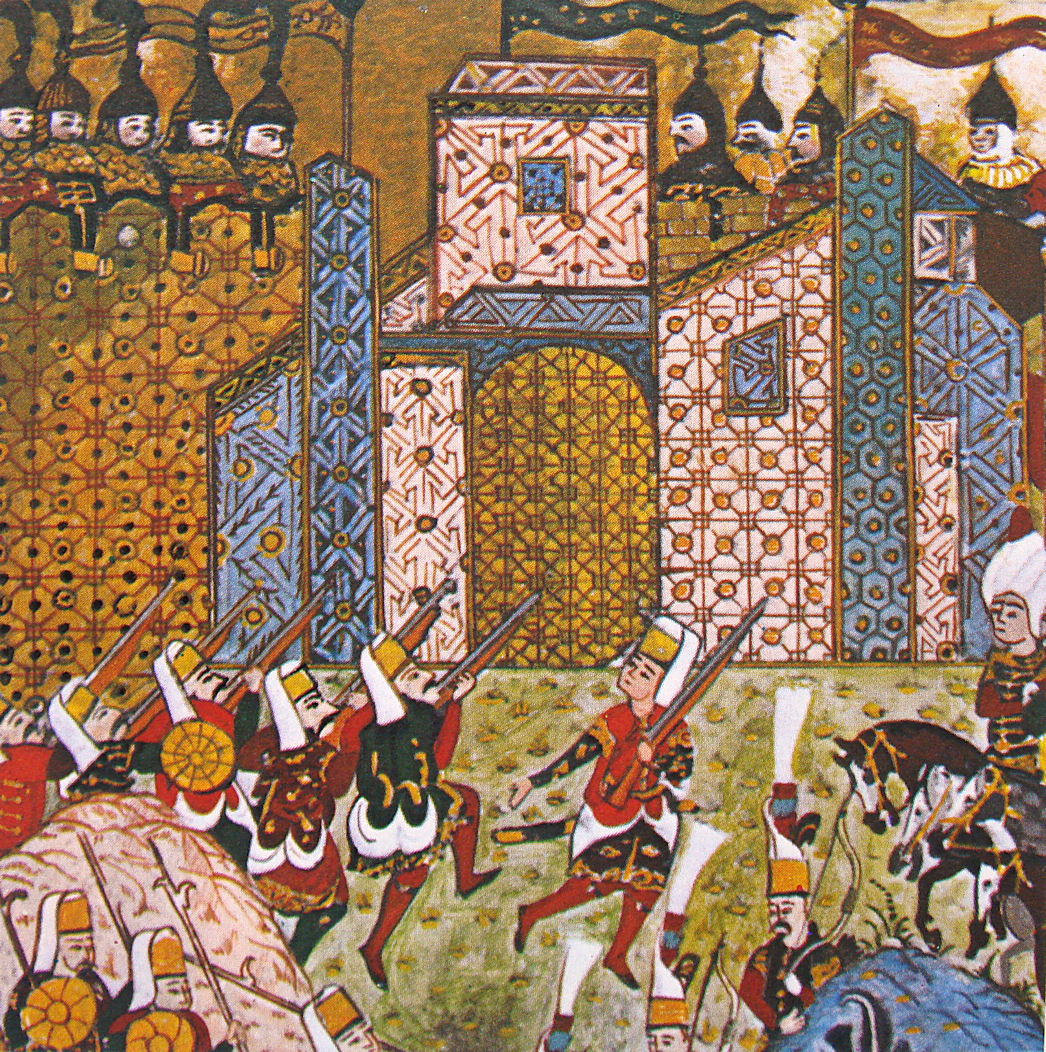
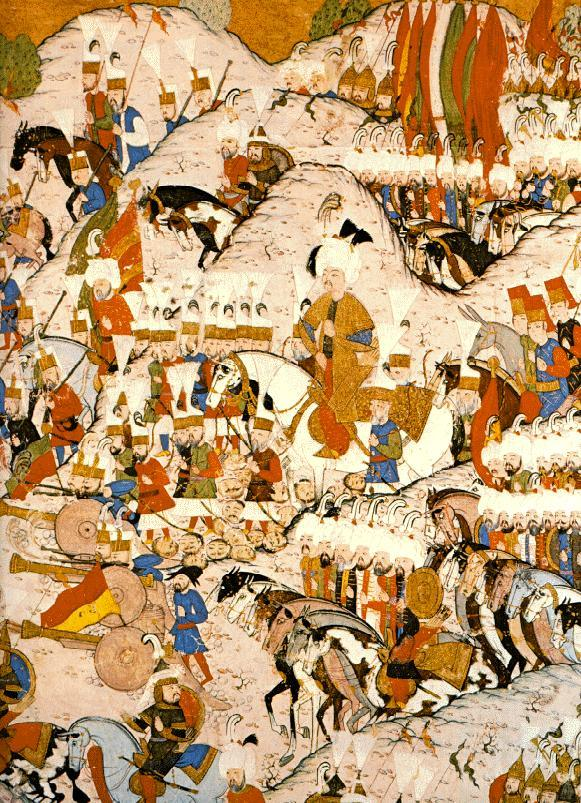
نبرد موهاچ،  ۱۵۲۶.
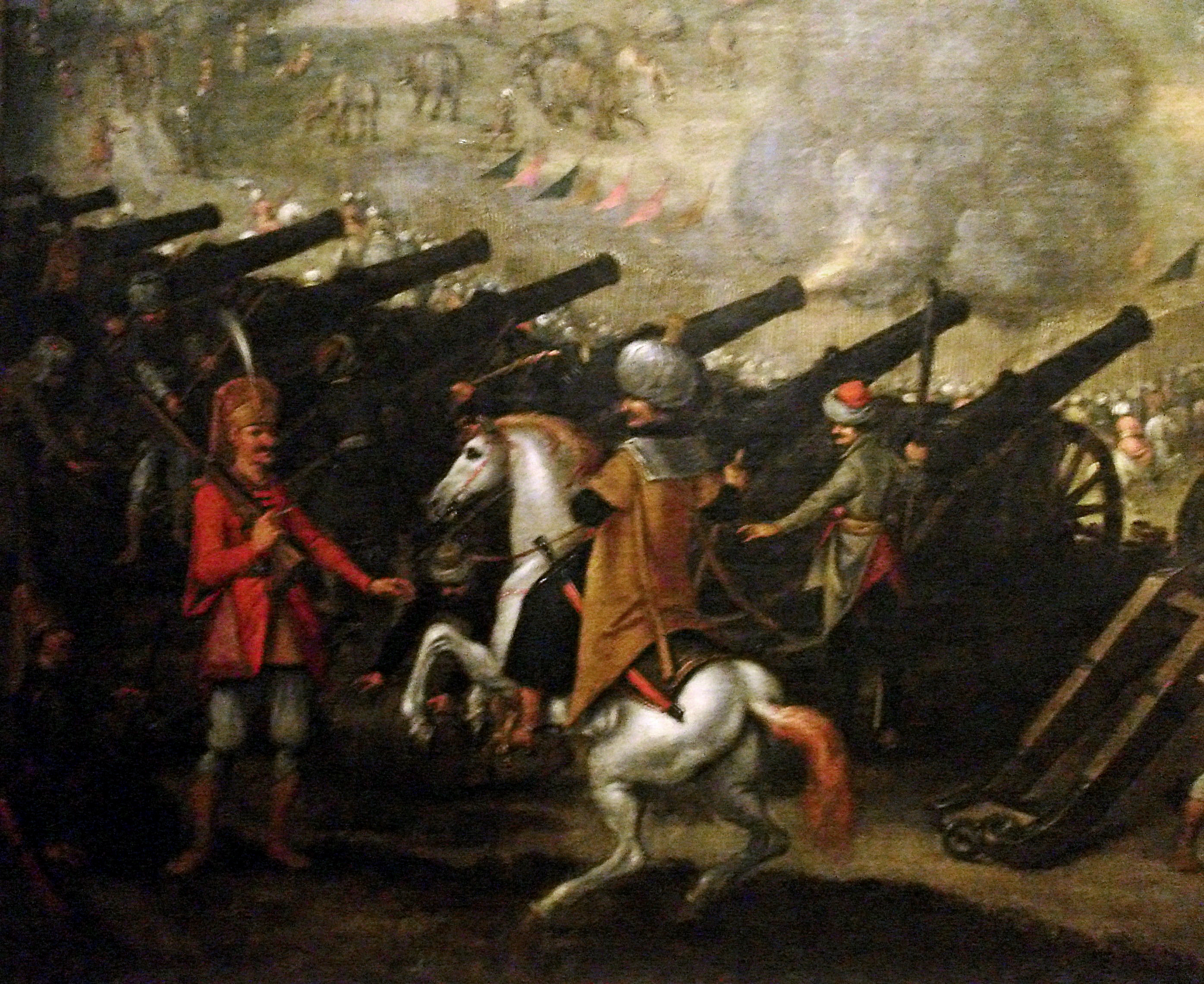
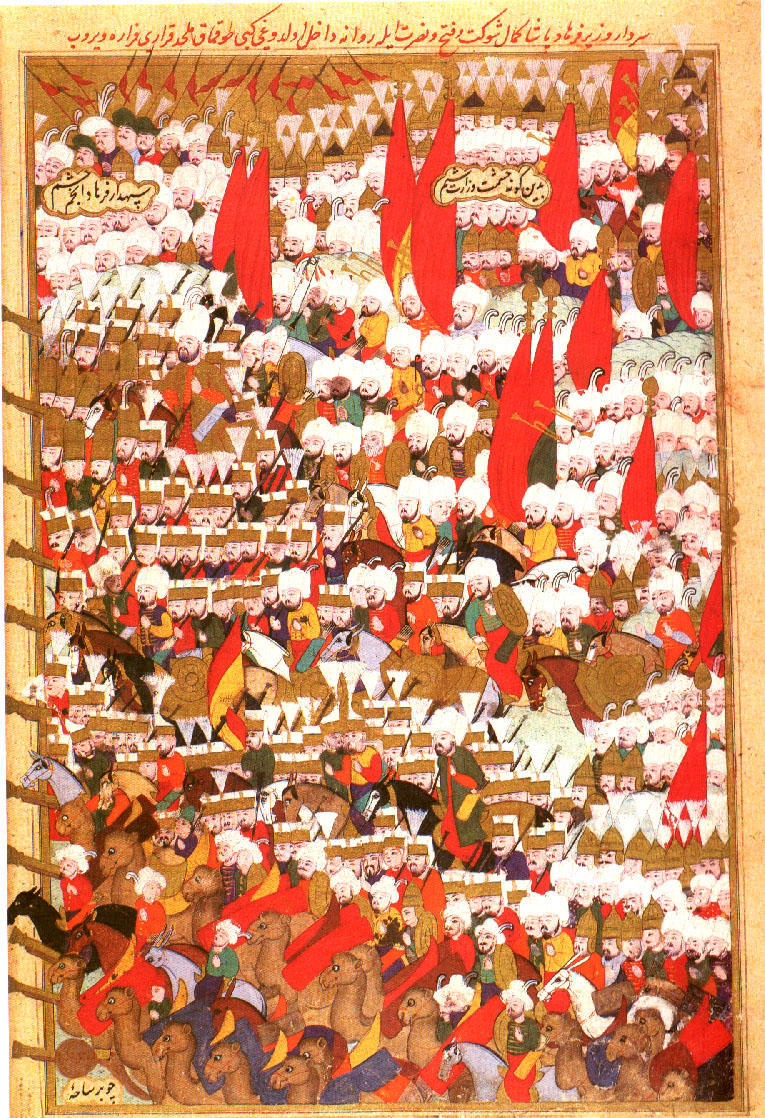
لشکرکشی سلطان مراد سوم به ایروان
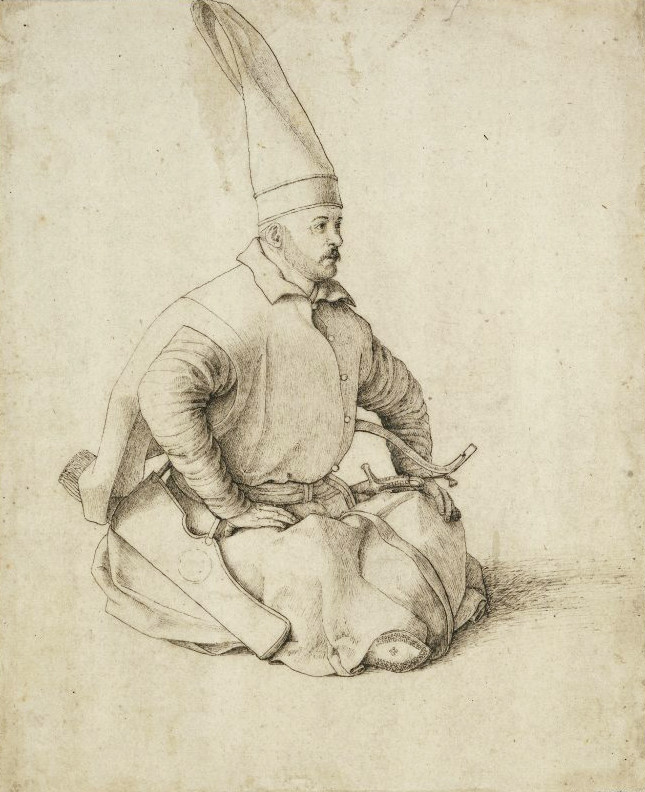